# 海齡 (嘉慶進士)
海齡（1768年—？），字容百、容伯，号鹤峰，赖氏，内务府汉军镶黄旗人。嘉庆庚申举人，壬戌进士。
后官翰林院庶吉士，左春坊左中允。

## 家族
- 曾祖六格；
- 祖玖珥；
- 嫡堂伯達翰，内务府镶黄旗内管领；
- 父達林，内务府员外郎；
- 妻李氏；
- 嫡堂侄舒常阿，咸安宫官学生；
- 子舒成阿，咸安宫官学生；[3]
- 子舒隆阿，嘉庆戊寅举人，四川永川县知县；
- 孫文輅，义州城守尉；
- 曾孙倭什洪額。